# Mithra (god)

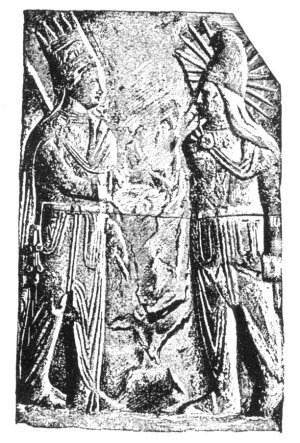
Reliëf met Mithra (rechts met Frygische muts en stralenkrans) en koning Antiochus XIII Asiaticus van Syrië

Mithra (Perzisch: میترا Mithra; Sanskriet: Mitra; Oudgrieks en Latijn: Mithras; Armeens: Միհր Mihr) was een Indo-Iraanse god waarvan de verering wellicht teruggaat tot de tweede helft van het 2e millennium v.Chr. Hij gold als belangrijke hemelgod die verbonden werd met licht, het goede en afspraken. Zijn naam betekent vermoedelijk zoiets als 'verdrag', 'bemiddelaar' of 'vriend'. Mithra wordt altijd afgebeeld met een Frygische muts.

## Mitra en Varuna
Mitra gold als de vriend van het opperwezen dat de kosmische orde bewaarde, bij de Indiërs Varuna, bij de Perzen Ahura Mazda, god van het licht, het goede en weldadige, wiens krachten streden tegen de kwade krachten. Ze zijn beide koningen, universele monarchen en Asura's. Ze beheersen en bewaken de hele wereld. Ze beheersen de rivieren en brengen regen. Ook zorgde Mitra, zo geloofde men, voor communicatie tussen de mensen en de goden. Hij bracht mensen tezamen, vandaar zijn epithet yatayaj-jana. Hij werd tevens geassocieerd met licht en zodoende met de zon (Savitr). Omdat hij zodoende alles kon waarnemen en vernemen, was hij de god van de eed en het contract en de bewaker van de trouw. In de Brahmana's is Mitra verbonden met de dag en Varuna met de nacht. Mitra werd door koningen gezien als hun beschermer.

## Verspreiding
Met de uitbreiding van het Perzische Rijk in de 5e eeuw v.Chr. werd ook de cultus van Mithra verbreid tot in Anatolië. Verering vond plaats in grotten. Zelfs als het niet mogelijk was door de bouw van de streek, trok men gebouwen op uit de grond die leken op grotten. Dit alles heeft te maken met de inhoud van de cultus en een van zijn belangrijkste beelden.
Via Cilicië, een Anatolische regio, raakte de verering van Mithra bekend bij Grieken en Romeinen in de 2e en 1e eeuw v.Chr. Zijn naam werd gehelleniseerd tot Mithras. In navolging van de Mithridatische oorlogen raakte de cultus bekend en verspreid in Rome. Het mithraïsme onderging een paar inhoudelijke veranderingen. Zo ontstond er een mysteriecultus die vooral in de eeuwen na Christus populair werd. De cultische rituelen en verschillende vormen van inwijding vonden plaats in grotten of in onderaardse tempels, mithraea. Uiteindelijk raakte dit mithraïsme echter verdrongen door het christendom, waarmee het overeenkomsten vertoont.
In Armenië werd Mithra gelijk gesteld aan de Armeense god Mihr (Միհր).

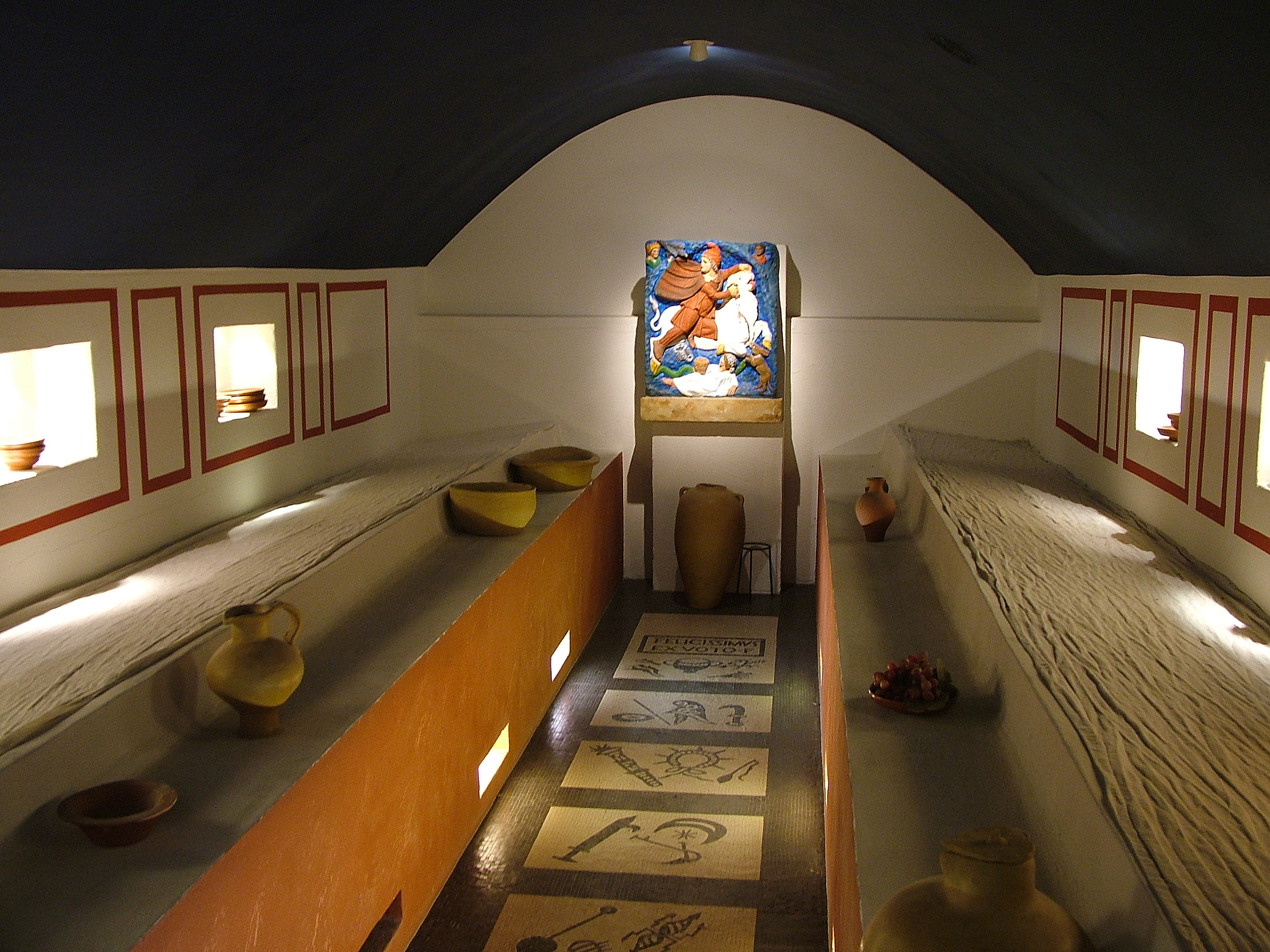
Replica van een fictief Mithrasheiligdom, Heilig Land Stichting, nabij Nijmegen

In Europa zijn er heel wat mithraea te vinden die wijzen op de aanwezigheid van de Mithrascultus in een bepaald gebied. Zelfs al zijn er geen grotten te vinden, bepaalde archeologische vondsten (wierookkelken, olielampen, botjes van offers) duiden op de verering van Mithras in het gebied.
In Tienen (België) werd in 1998 een opgraving gedaan waarbij er een deel van een Mithraeum werd ontdekt. Naast het Mithraeum vond men ook benodigdheden die typisch zijn voor de Mithracultus. De meest concrete archeologische ontdekking was een naamplaatje waarop een de naam Mithras vermeld wordt in een soort van gebeiteld schrift. Dat naamplaatje bevindt zich in het stadsmuseum in Tienen.